# Aeroportul Internațional Borîspil
Aeroportul Internațional Borîspil (IATA: KBP, ICAO: UKBB) este un aeroport din Borîspil, Regiunea Kiev, Ucraina ce deservește zona Kiev. Aeroportul a fost tranzitat în 2021 de 9.433.000 de pasageri. A fost deschis în 1959 și numit după Borîspil.
Situat la o altitudine de 130 m, aeroportul dispune de 2 piste. Este operat de Ministry of Infrastructure of Ukraine⁠(d).

## Infrastructură

### Piste
Aeroportul dispune de 2 piste. Pista 18L/36R are suprafața de beton și dimensiunile 4.000 m × 60 m. Pista 18R/36L are suprafața de beton și dimensiunile 3.500 m × 63 m. 